# Erica spiculifolia
Erica spiculifolia — вид квіткових рослин родини вересових (Ericaceae).

## Біоморфологічна характеристика
Це напівлежачий кущик. Стебла висхідні, до 15 см, густо запушені. Листки в кільцях по 4–6, рідко спірально розташовані, ≈ 5.5 × 0.7 мм. Суцвіття густокитицеве, 8–40-квіткове. Квітки 4-членні. Чашечка ≈ 1.5 мм. Віночок червоний, дзвоноподібний, 2.5 × 2.3 мм, голий, частки ≈ 1 мм.

## Поширення
Туреччина, Албанія, Болгарія, Греція, Румунія, Україна, Македонія, Сербія.

## Галерея

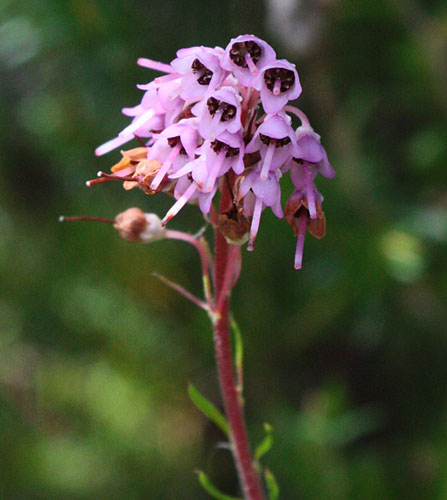
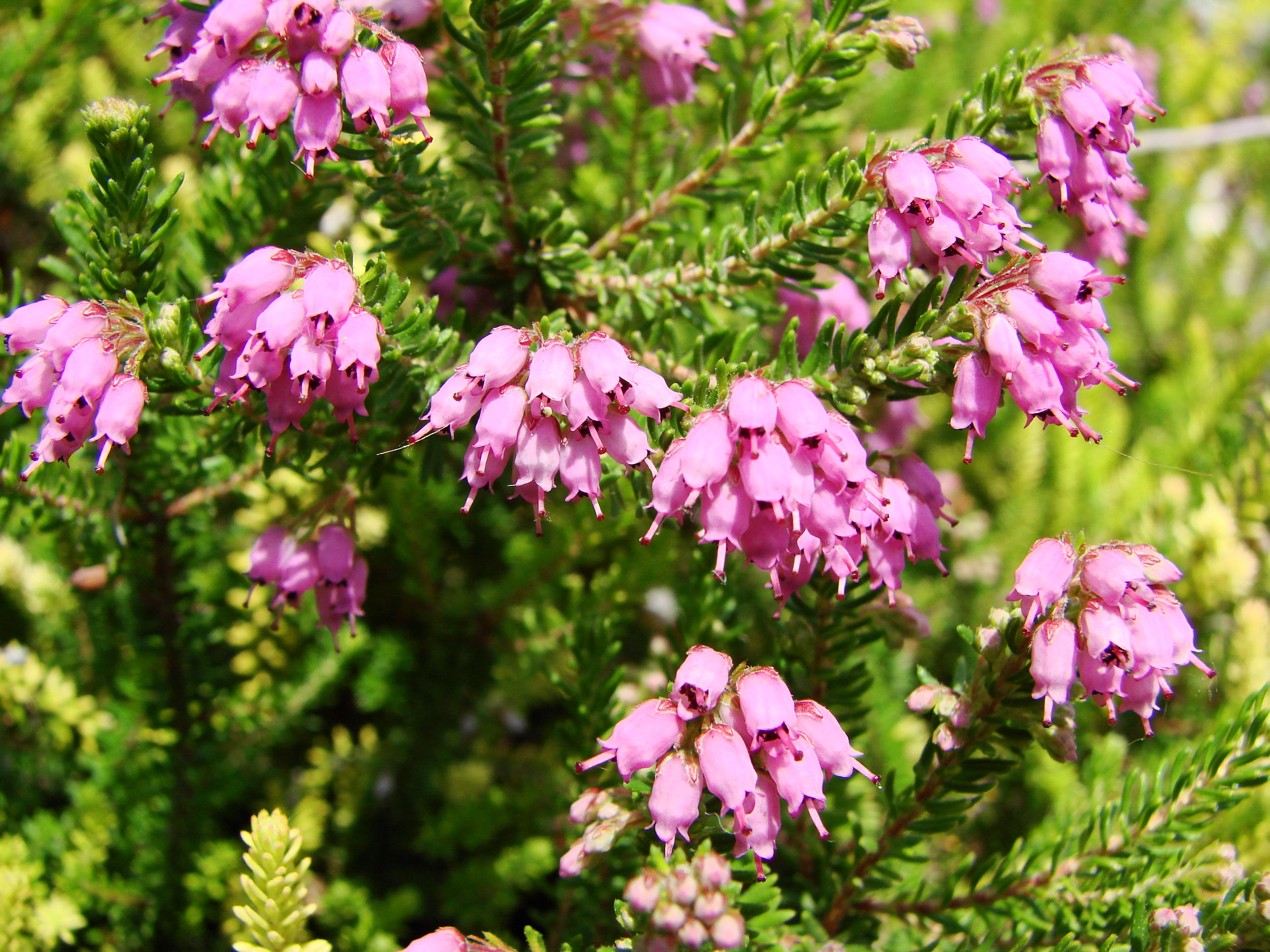